# Munshi Premchand

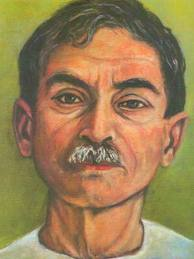
Portret al lui Premchand (1880-1936)

Munshi Premchand, प्रेमचंद (n. 31 iulie, 1880 - d. 8 octombrie, 1936) a fost unul dintre cei mai importanți scriitori moderni din literatura hindi și urdu. Militantism național și social, sub influența ideilor lui Gandhi, în romanele realiste Rańgbhūmi, (1924, „Arena”), Ghaban (1931, „Înșelăciunea”), Godān (1936, „Jertfirea vacii”, opera sa principală). Povestiri (Mānsarovar, 8 vol., postum 1936/1963).